# Унтершванінген
Унтершванінген (нім. Unterschwaningen) — громада в Німеччині, розташована в землі Баварія. Підпорядковується адміністративному округу Середня Франконія. Входить до складу району Ансбах. Складова частина об'єднання громад Гессельберг.
Площа — 18,57 км2. Населення становить 867 ос. (станом на 31 грудня 2020).

## Галерея

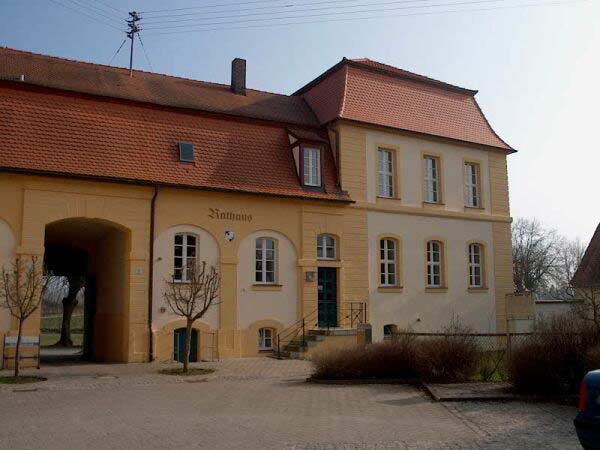
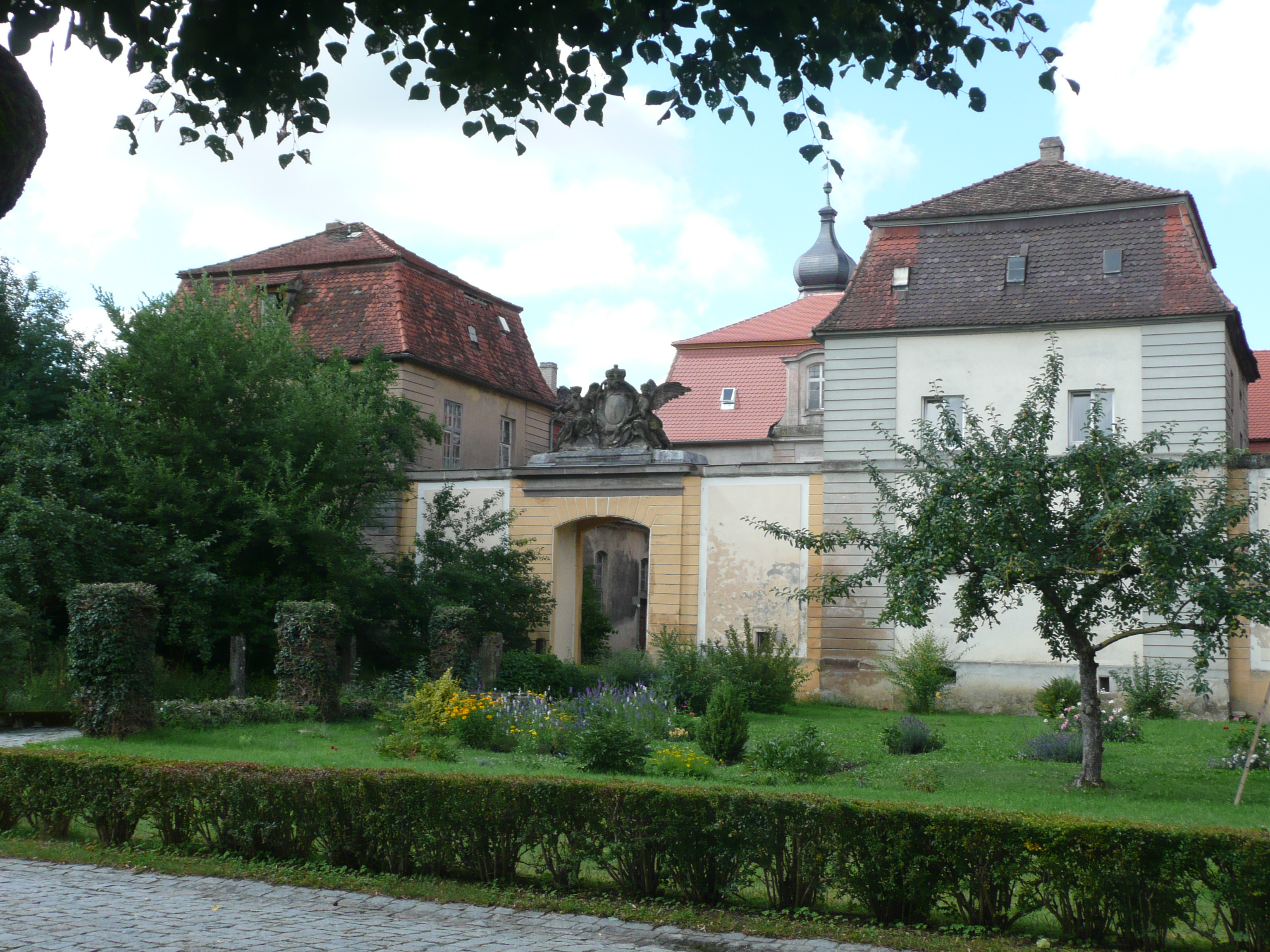
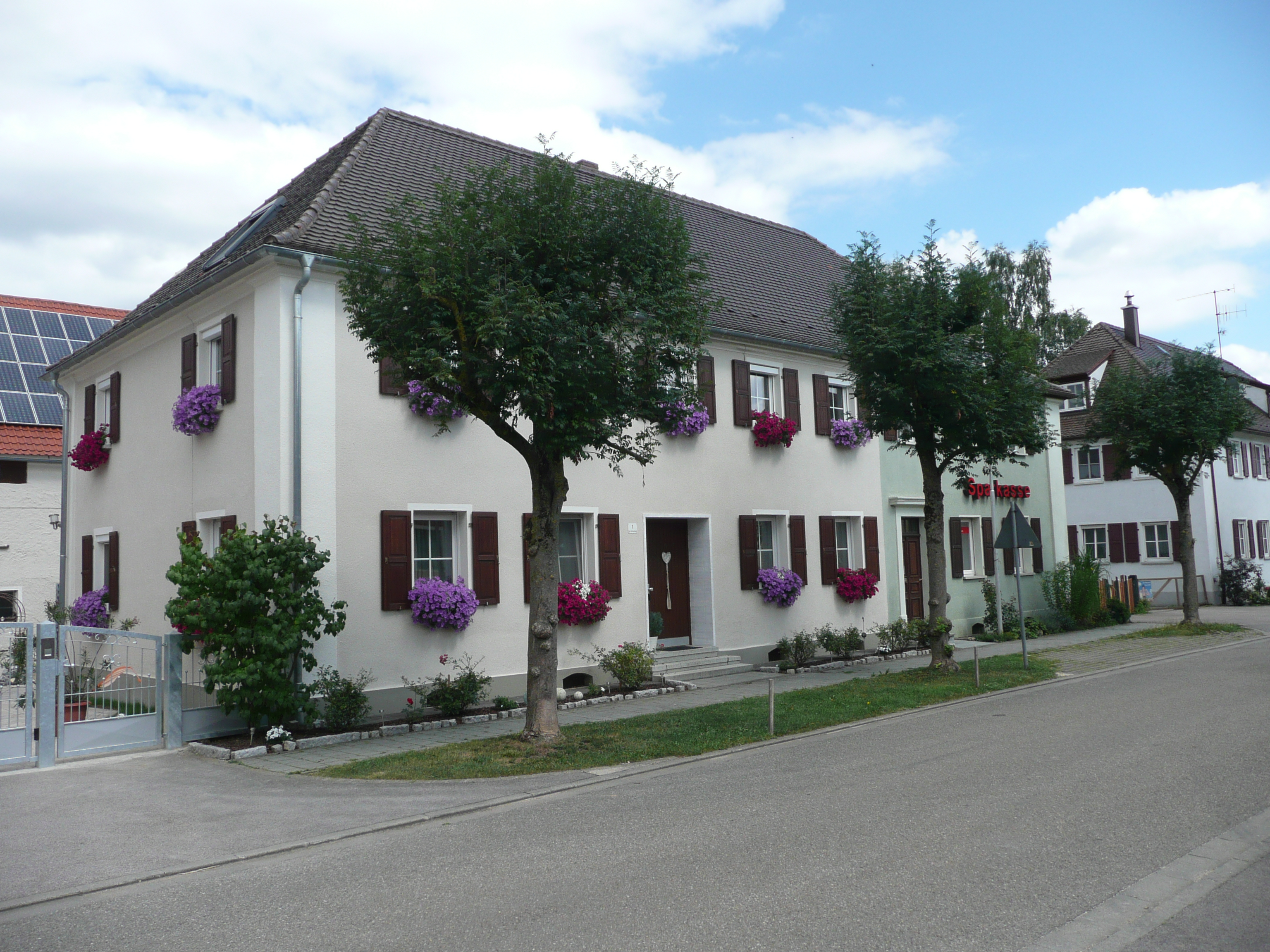
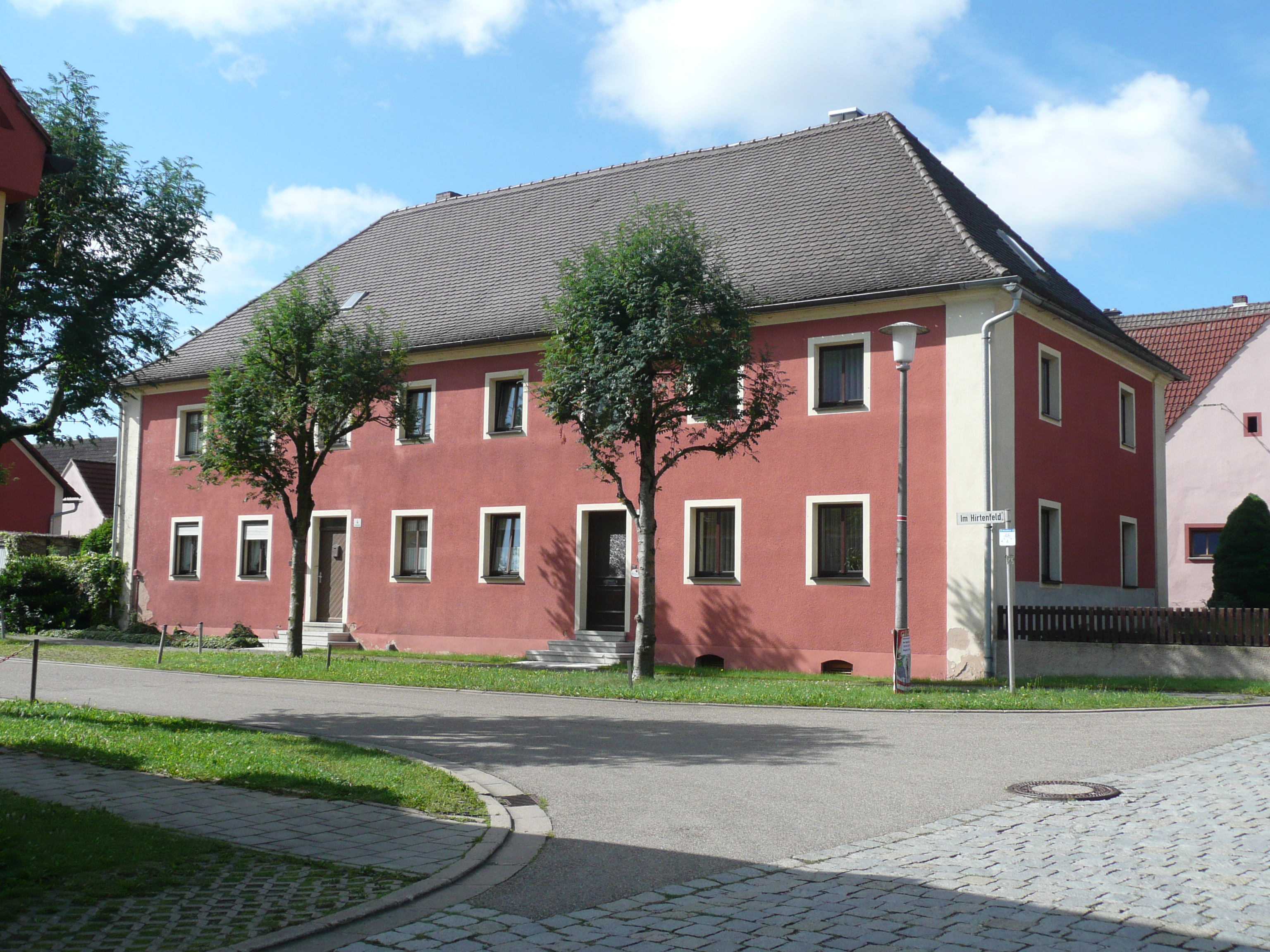
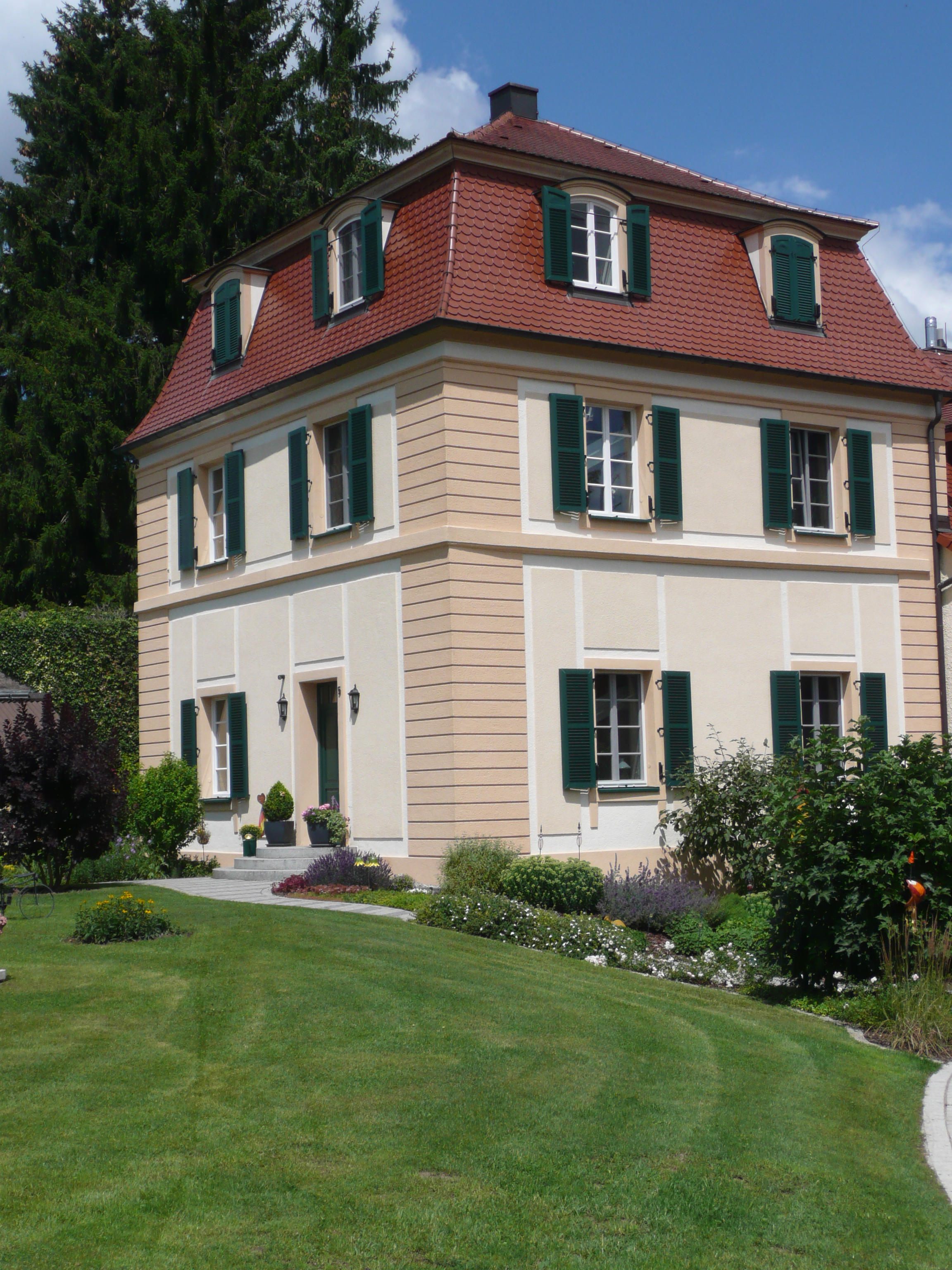
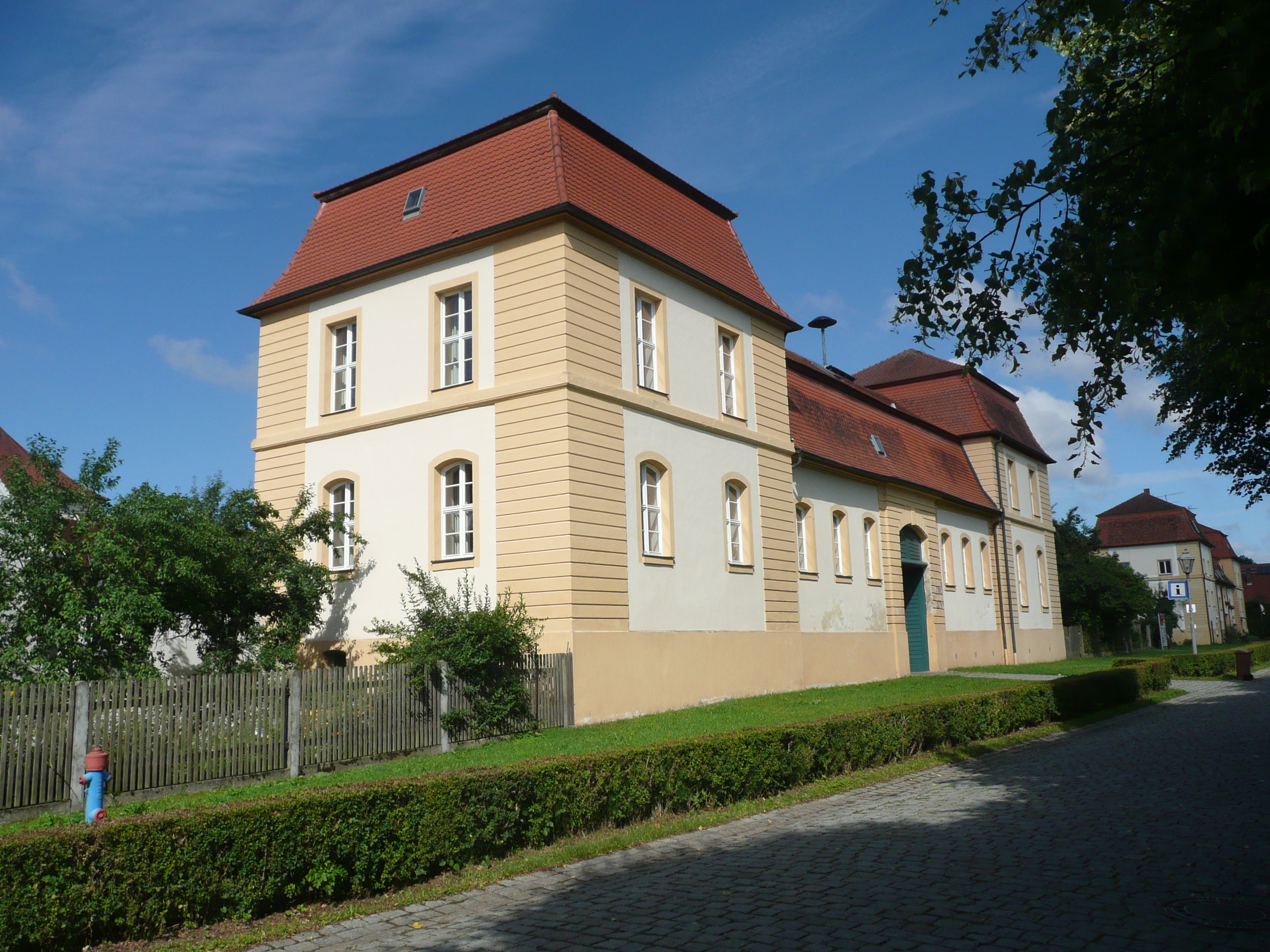